# شهرستان هونگهه
شهرستان هونگهه (به لاتین: Honghe County) یک منطقهٔ مسکونی در چین است که در ولایت خودمختار هونگهه هانی و یی واقع شده‌است. شهرستان هونگهه ۲٬۰۳۴ کیلومتر مربع مساحت و ۲۷۰٬۰۰۰ نفر جمعیت دارد.